# Brodzany
Brodzany (Hongaars: Brogyán) is een Slowaakse gemeente in de regio Trenčín, en maakt deel uit van het district Partizánske.
Brodzany telt 823 inwoners.